# Atașehir
Atașehir este un municipiu și district din provincia Istanbul, regiunea Marmara, Republica Turcia. Ocupă o arie de 25 km2, și o populație de 423,127 (în 2022). Se află pe partea asiatică a Istanbulului, fiind înconjurat de districtele Ümraniye în nord, Sancaktepe în nord-est, Maltepe în est, Kadıköy în sud și Üsküdar în vest.